# Wilhelm al III-lea de Hessa
Wilhelm al III-lea, supranumit cel Tânăr (n. 8 septembrie 1471 – d. 17 februarie 1500, Rauschenberg, Hessa, Germania), aparținând Casei de Hessa, a fost landgraf de Hessa și a guvernat Hessa Superioară, o parte a langrafiatului Hessa cu reședința la Marburg.

## Biografie
Wilhelm a fost cel de-al treilea fiu al landgrafului Henric al III-lea de Hessa și al soției sale, Anna de Katzenelnbogen. Deoarece primul lor născut, Frederic, murise în copilărie, iar cel de-al doilea, Ludovic, murise în 1478 la vârsta de 17 ani, Wilhelm l-a succedat pe tatăl său, după moartea acestuia Aîn 1483. Fiind încă minor, până în 1489 s-a aflat sub tutela unchiului său, Hermann, arhiepiscop și principe elector de Köln, și a lui Hans de Dörnberg.
Cu bogatele venituri obținute pe domeniul său, Wilhelm a reușit să dobândească în 1492 jumătate din posesiunile familiei Eppstein (inclusiv domeniul Ländchen situat la est de Wiesbaden, care cuprindea 10 sate) și în 1493, o parte a domeniului Klingenberg.
În 1498 Wilhelm s-a căsătorit cu Elisabeta, fiica principelui elector Filip al Palatinatului. Cei doi nu au avut urmași.
Wilhelm a murit tânăr, în urma unui accident de călărie în timpul unei vânători, lângă Rauschenberg, fără a lăsa descendenți legitimi. Posesiunile lui au intrat în posesia vărului său, Wilhelm al II-lea, care guverna Hessa Inferioară. Astfel a fost reunit sub o singură stăpânire întregul landgrafiat Hessa (anterior împărțit ca urmare a moștenirii).